# Банега, Эвер
Э́вер Максимилья́но Дави́д Бане́га (исп. Éver Maximiliano David Banega; род. 29 июня 1988, Росарио, Аргентина) — аргентинский футболист, центральный полузащитник клуба «Ньюэллс Олд Бойз». Выступал за национальную сборную Аргентины.

## Клубная карьера
Банега является воспитанником футбольной школы клуба «Бока Хуниорс». Во взрослую команду попал после ухода основного центрального полузащитника клуба Фернандо Гаго в «Реал Мадрид» и, несмотря на свою молодость, успешно его заменил. Дебют Банеги в аргентинской Примере состоялся 10 февраля 2007 года в победном для «Боки» матче против «Банфилда». В первый же год выступлений на взрослом уровне Банега стал одним из ключевых игроков «Боки» и привлёк к себе внимание селекционеров ведущих клубов Европы, среди которых в СМИ назывались «Барселона», «Милан» и «Ювентус». Кроме того, Банега стал регулярно вызываться в молодёжную сборную Аргентины, в составе которой стал победителем чемпионата мира 2007 среди игроков до 20 лет.
5 января 2008 года Банега подписал с испанской «Валенсией» контракт на пять с половиной лет. За его переход «Валенсия» заплатила 18 миллионов евро. Уже через 8 дней Банега дебютировал за клуб в матче Чемпионата Испании против «Атлетико Мадрид», выйдя на замену после перерыва и отыграв весь второй тайм. В дебютном сезоне в Испании Банега сыграл 12 матчей в Примере и помог «Валенсии» выиграть Кубок Испании. В сезоне 2008/09 играл в аренде за мадридский «Атлетико», затем вернулся в стан «летучих мышей». Но в сезоне 2010/11 место Эвера Банеги в стартовом составе «Валенсии» сомнению уже не подвергалось. Он был задействован тренером Унаи Эмери главным образом на позиции плеймейкера, но также отрабатывал и в обороне команды.
В феврале 2012 года Банега получил травму, из-за которой он пропустил около 6 месяцев — перелом большеберцовой и малоберцовой кости. Инцидент произошёл на заправочной станции: аргентинец забыл поставить автомобиль на ручной тормоз, и тот проехал ему по ноге. В январе 2014 года был отдан в аренду на пол сезона в аргентинский клуб «Ньюэллс Олд Бойз».
В августе 2014 года Банега перешёл в «Севилью», которую возглавлял знакомый Банеги по «Валенсии» тренер Унаи Эмери, подписав контракт на два года с возможностью его продления ещё на один год. Сумма трансфера составила 2,5 млн евро. В январе 2016 года подписал предварительное соглашение с «Интернационале». Остаток сезона игрок провёл в «Севилье», а после истечения контракта перебрался в свою новую команду. Эвер подписал трёхлетний контракт с «Интернационале». Закрепиться в составе итальянской команды Банега не сумел.
Летом 2017 года аргентинец вернулся в «Севилью». Банега подписал с испанской командой контракт на три года.
В январе 2020 года было объявлено, что Банега присоединится к «Аш-Шабаб» из Чемпионата Саудовской Аравии когда закончится Лига Европы.

## Сборная
6 февраля 2008 года Банега дебютировал в национальной сборной Аргентины в товарищеском матче со сборной Гватемалы, выигранном аргентинцами со счётом 5:0. В июне 2008 года он был включён в заявку сборной Аргентины на Олимпийские игры в Пекине. Участник Кубков Америки 2011, 2015 и 2016 годов. На чемпионаты мира 2010 и 2014 года по различным причинам не попадал.

## Статистика

### Клубная
| Клуб               | Сезон                   | Лига                    | Лига | Лига | Кубки | Кубки | Еврокубки | Еврокубки | Прочие | Прочие | Всего | Всего |
| Клуб               | Сезон                   | Division                | Игры | Голы | Игры  | Голы  | Игры      | Голы      | Игры   | Голы   | Игры  | Голы  |
| ------------------ | ----------------------- | ----------------------- | ---- | ---- | ----- | ----- | --------- | --------- | ------ | ------ | ----- | ----- |
| Бока Хуниорс       | 2006–07                 | Чемпионат Аргентины     | 14   | 0    | –     | –     | 14        | –         | –      | -      | 28    | 0     |
| Бока Хуниорс       | 2007–08                 | Чемпионат Аргентины     | 14   | 0    | –     | –     | –         | –         | 2      | -      | 16    | 0     |
| Бока Хуниорс       | Всего за «Боку Хуниорс» | Всего за «Боку Хуниорс» | 28   | 0    | -     | -     | 14        | 0         | 2      | 0      | 44    | 0     |
| Валенсия           | 2007–08                 | Ла Лига                 | 12   | 0    | 2     | 0     | 0         | 0         | 0      | 0      | 14    | 0     |
| → Атлетико Мадрид  | 2008–09                 | Ла Лига                 | 24   | 1    | 4     | 0     | 3         | 0         | 0      | 0      | 31    | 1     |
| Валенсия           | 2009–10                 | Ла Лига                 | 36   | 2    | 2     | 0     | 9         | 0         | 0      | 0      | 47    | 2     |
| Валенсия           | 2010–11                 | Ла Лига                 | 28   | 2    | 2     | 1     | 4         | 0         | 0      | 0      | 34    | 3     |
| Валенсия           | 2011–12                 | Ла Лига                 | 13   | 0    | 8     | 1     | 4         | 0         | 0      | 0      | 25    | 1     |
| Валенсия           | 2012–13                 | Ла Лига                 | 29   | 4    | 6     | 0     | 5         | 0         | 0      | 0      | 40    | 4     |
| Валенсия           | 2013–14                 | Ла Лига                 | 15   | 1    | 0     | 0     | 1         | 0         | 0      | 0      | 16    | 1     |
| Валенсия           | Всего за «Валенсию»     | Всего за «Валенсию»     | 121  | 10   | 18    | 2     | 23        | 0         | 0      | 0      | 162   | 12    |
| → Ньюэллс Олд Бойз | 2013–14                 | Чемпионат Аргентины     | 13   | 1    | 0     | 0     | 6         | 0         | 0      | 0      | 19    | 1     |
| Севилья            | 2014–15                 | Ла Лига                 | 34   | 3    | 3     | 0     | 12        | 0         | 0      | 0      | 49    | 3     |
| Севилья            | 2015–16                 | Ла Лига                 | 25   | 5    | 6     | 2     | 12        | 2         | 0      | 0      | 43    | 9     |
| Интернационале     | 2016–17                 | Серия А                 | 28   | 6    | 1     | 0     | 4         | 0         | 0      | 0      | 33    | 6     |
| Севилья            | 2017–18                 | Ла Лига                 | 31   | 3    | 8     | 1     | 11        | 1         | 0      | 0      | 50    | 4     |
| Севилья            | 2018–19                 | Ла Лига                 | 25   | 3    | 5     | 0     | 13        | 5         | 1      | 0      | 44    | 8     |
| Севилья            | 2019–20                 | Ла Лига                 | 33   | 3    | 3     | 0     | 7         | 0         | –      | –      | 43    | 3     |
| Севилья            | Всего за «Севилью»      | Всего за «Севилью»      | 155  | 17   | 25    | 2     | 56        | 8         | 2      | 1      | 238   | 28    |
| Всего за карьеру   | Всего за карьеру        | Всего за карьеру        | 381  | 34   | 50    | 4     | 106       | 8         | 4      | 1      | 541   | 47    |

## Достижения
«Бока Хуниорс»
- Обладатель Кубка Либертадорес: 2007

«Валенсия»
- Обладатель Кубка Испании: 2007/08

«Севилья»
- Победитель Лиги Европы УЕФА: 2014/15, 2015/16, 2019/20

Сборная Аргентины
- Чемпион мира среди молодёжных команд: 2007
- Чемпион Олимпийских игр: 2008
- Финалист Кубка Америки: 2015, 2016